# Premonition (2004)
Premonition (Japans: Yogen) is een Japanse film uit 2004 van regisseur Norio Tsuruta. De productie is gebaseerd op de manga Kyoufu Shinbun (Krant van Terreur) van Jiro Tsunoda uit 1973.

## Verhaal
Professor Hideki stopt tijdens een autoritje met zijn gezin om van een telefooncel gebruik te maken. Daarin vindt hij een krantenartikel waarin de dood van zijn dochter Nana wordt aangekondigd. Volgens het bericht is ze ongeveer om die tijd door een auto-ongeval om het leven gekomen. Op het moment dat hij dit leest, zit zijn dochter nog in de auto, terwijl zijn vrouw de defecte autogordel van Nana probeert los te maken.
De vrouw loopt naar de telefooncel om de man hulp te vragen, die van schrik in de telefooncel ineengedoken zit. Een vuilniswagen, waarvan later blijkt dat de bestuurder onwel is geworden, botst frontaal op de auto en Nana komt om.
Terwijl hij kampt met schuldgevoelens, blijft hij visioenen zien van kranten die ongevallen in de nabije toekomst voorspellen. Hij staat voor het vraagstuk óf en hoe hij het lot kan keren, of zelfs de dood van zijn dochter ongedaan kan maken. Dat kan alleen door zelf te sterven.

## Rolverdeling
- Hiroshi Mikami - Professor Hideki Satomi
- Noriko Sakai - Ayaka Satomi
- Hana Inoue - Nana Satomi
- Maki Horikita - Sayuri Wakakubo
- Mayumi Ono - Misato Miyamoto